# Tang Chuu
La rivière du Tang Chuu est un affluent du Mo Chhu situé dans l'ouest du Bhoutan.

## Cours
La rivière prend source dans l'Himalaya près de Thowadra Gompa. Cette rivière reçoit de nombreux ruisseaux provenant des montagnes, comme le Yenyer Chhu. Cette rivière rejoint le Mo Chhu, qui tient le nom de Sankosh, à Wangdue Phodrang.

## Bumthang
Il y a quatre vallées importantes dans le Bumthang : Chokhor, Tang, Ura et Chhume.
La vallée du Tang est la plus reculée de la région et est à une altitude plus élevée que celle du Chokhor. Le sol, étant assez pauvre ne permet pas beaucoup d'agriculture mais les paysans et citoyens de cette vallée élèvent des moutons, et, plus haut dans les montagnes des yaks. Lorsque le sarrasin commun fleurit en octobre, la vallée se couvre d'une couleur rose vif. De nombreuses fermes sont disséminées dans la vallée et sur les collines. On y trouve, par exemple, le riche village de Gamling qui comporte des peintures murales. Ce dernier est très célèbre pour le tissage yathra, une méthode de tissage avec une laine unique dans la région du Bumthrang.

## Le lac Brûlant
Il y a, dans la rivière du Tang Chuu, un bassin pittoresque dont le nom est Membarsto (en) (lac Brûlant). Le roi Péma Lingpa y trouva de nombreux termas de Guru Rinpoche. Ce dernier était guidé dans un rêve vers un lieu où la rivière forme un bassin assez large qui ressemblait plutôt à un lac. Dès qu'il vit un temple dans l'eau, il plongea en direction de ce dernier et émergea à la surface en compagnie d'un trésor. La fois suivante où il y vint, il fut suivi par une foule de nombreux sceptiques en raison de son récit qui fut difficile à croire. Il fut donc forcé de prouver ce qu'il avançait pour montrer qu'il prêchait la vérité. Il se munit d'une lampe dans sa main et s'adressa à la foule. Il dit que si cela était faux, par conséquent, il mourrait, sinon, il reviendrait avec la lampe. À la suite de cela, il revint avec une statue, un coffre au trésor et une lampe qui dont le feux brûlait encore. Ainsi, ce bassin fut connu sous le nom de Membartso ou, plus explicitement, le lac Brûlant.

## Pêche
La rivière du Tang Chuu est célèbre pour la pêche à la truite. C'est un des meilleurs endroits de pêche en extérieur dans les zones alentour.